# Hrvatska akademija znanosti i umjetnosti u dijaspori
Hrvatska akademija znanosti i umjetnosti u dijaspori (HAZUD) udruga je građana sa sjedištem u Baselu (Švicarska). 
Osnovana je 25. ožujka 1978., idejom i inicijativom Dragana Hazlera koji je do emigracije u Švicarsku 1963. bio voditelj galenske proizvodnje u "Plivi". I danas je predsjednik HAZUD-a.  Udruga 2016. godine okuplja 217 članova. Predsjednik zagrebačkog ogranka je biolog Srećko Sladoljev.

## Djelovanje
HAZUD za proklamirani cilj ima suradnju Hrvata i Švicaraca te povezivanje Hrvata u dijaspori s Hrvatima u RH, BiH i okruženju. 
Udruga na svojim službenim stranicama povremeno objavljuje napise o NDH, ustaškom pokretu i ustaškim dužnosnicima, podsjeća na obljetnice rođenja i smrti važnijih osoba ustaškog pokreta i iz vremena NDH-a.

## Kontroverze
2017. HAZUD je organizirao obilježavanje 105. obljetnice rođenja ustaškog pukovnika Jure Francetića, pokušavši postaviti spomen-ploču Francetiću na njegovoj rodnoj kući u Otočcu. Vlada RH je osudila tu namjeru ocijenivši da bi to bilo “veličanje ustaškog zločinačkog režima” te je upozorila kako je postavljanje ploče Francetiću protivno izvorišnim osnovama Ustava. Kako je policija spriječila vodstvo HAZUD-a u naumu, oduzevši im ploče i spriječivši im pristup kući u Otočcu, Hazler je pokušao zalijepiti fotokopiju spomen-ploče na spomenik braniteljima Domovinskog rata, što je policija ubrzo uklonila. Predsjednik HAZUD-a Hazler i glasnogovornik HAZUD-a Ivo Biondić prekršajno su prijavljeni zbog pjevanja pjesme "Jure i Boban" te izvikivanja pozdrava Za dom spremni.

## Poznati članovi
- Davor Domazet Lošo[10]
- Mladen Pavković
- Roman Leljak
- Stanka Gjurić

## Vanjske poveznice
- Hrvatska akademija znanosti i umjetnosti u dijaspori  Arhivirana inačica izvorne stranice od 17. listopada 2016. (Wayback Machine)
- Portal HAZUD-a u RH